# Eunice bucciensis
Eunice bucciensis är en ringmaskart som först beskrevs av Treadwell 1921.  Eunice bucciensis ingår i släktet Eunice och familjen Eunicidae. Inga underarter finns listade i Catalogue of Life.